# Francesco Guidolin
Francesco Guidolin (Castelfranco Veneto, 1955. október 3. –) olasz labdarúgó-középpályás, edző.